# 記憶卡

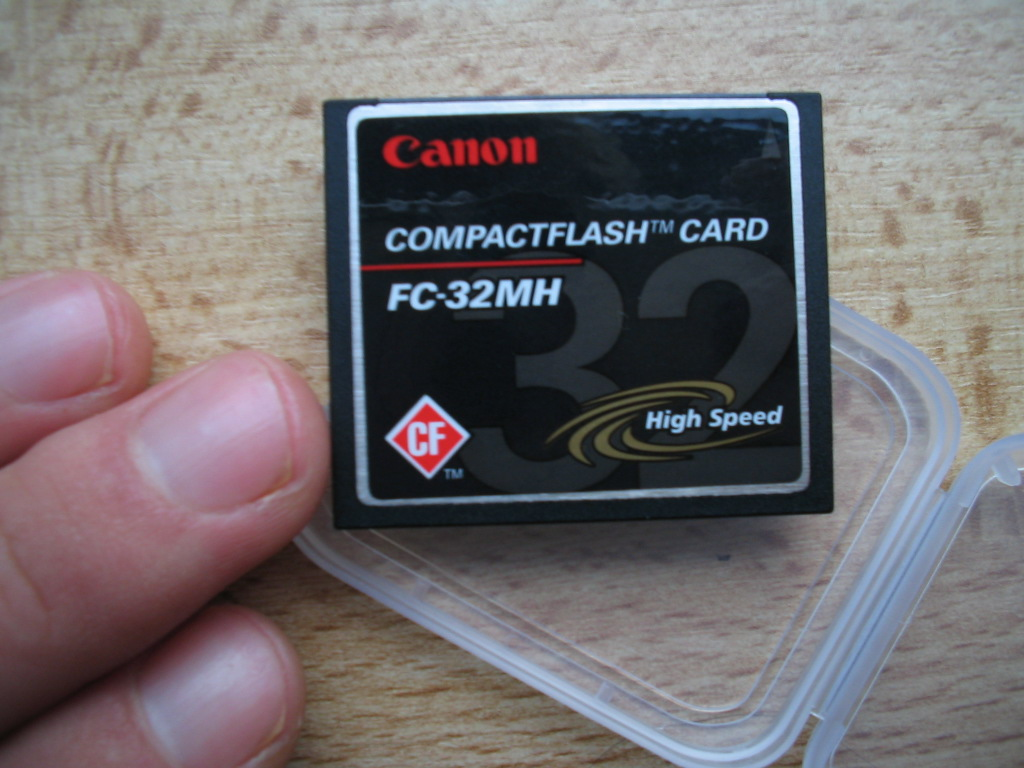
32MB的Canon CompactFlash I型卡

存储卡（memory card）， 或称闪存卡、閃卡，是一种固态电子闪存数据存储设备，多為卡片或者方块状。它一般是使用Flash（闪存）芯片作为储存介质。主要用於數位相機、PDA、筆記型電腦、音樂播放器、掌上遊戲機、智慧型手機和其他電子裝置。它能提供可重复读写，无需外部电源的存储形式。也有非固态的存储卡。
闪存卡曾被视为软盘的替代品，但是这一角色被闪存盘所取代。闪存盘可以通过USB口与任一电脑相连。
存储卡的格式有很多种，通常在数码相机、掌上游戏机、移动电话，和其他设备上都有。PC卡（PCMCIA）在1990年代就成为了首批投入商业生产的存储卡格式，但是目前它主要用于工业设备或承担输入输出功能，作为设备的连接标准。同样在1990年代，其它的一些较小型的卡格式出现了，包括CF卡、SM卡和Mini卡。在移动电话、掌上游戏机等设备开始使用一些独有的微型内嵌存储卡（SID），而PDA、数字音乐播放器等倾向于使用移动存储卡。
从1990年代后期到21世纪初期，一些新的格式出现了，例如SD/MMC、記憶棒、xD圖像卡和其他一些衍生格式，由于移动电话、PDA、數位相機等产品的尺寸不断缩小，它们对于更小的存储卡的需求变得更强烈，这也使得原先的“小型”卡显得很大。数码相机上SM卡和CF卡曾经非常成功。2001年，单SM卡就占有50%的市场份额，CF在专业数码相机领域也所向披靡。但是到了2005年，SD/MMC卡已经取代了SM卡的位置，它的对手也已经不是CD卡，而是XD卡、记忆棒等格式。在工业领域，前任的王者PC卡还能维持生计；在移动电话和PDA方面，记忆卡市场已经是群雄纷争了。
目前不少新的个人电脑都已经内置了多功能的读卡器，相對地，近期新推出的旗艦級智慧型手機已陸續不再支援記憶卡擴充容量。

## 記憶卡格式資訊表
| 名称                          | 首字母缩写 | 外形尺寸             | 数字版权管理 |
| CompactFlash I                | CF-I       | 43 × 36 × 3.3 mm     |              |
| CompactFlash II               | CF-II      | 43 × 36 × 5 mm       |              |
| SmartMedia Card               | SMC        | 45 × 37 × 0.76 mm    |              |
| Memory Stick                  | MS         | 50.0 × 21.5 × 2.8 mm | MagicGate    |
| Memory Stick Duo              | MS Duo     | 31.0 × 20.0 × 1.6 mm | MagicGate    |
| Memory Stick Micro M2         |            | 15.0 × 12.5 × 1.2 mm | MagicGate    |
| Multi Media Card              | MMC        | 32 × 24 × 1.5 mm     |              |
| Reduced Size Multi Media Card | RS-MMC     | 16 × 24 × 1.5 mm     |              |
| MMCmicro Card                 | MMCmicro   | 12 × 14 × 1.1 mm     |              |
| Secure Digital Card           | SD         | 32 × 24 × 2.1 mm     | CPRM         |
| miniSD Card                   | miniSD     | 21.5 × 20 × 1.4 mm   | CPRM         |
| microSD Card                  | microSD    | 11 × 15 × 1 mm       | CPRM         |
| xD-Picture Card               | xD         | 20 × 25 × 1.7 mm     | 不支持       |

大多数EEPROM设备都有一定的写次数限制，某些卡已经采用了耗損平衡（wear leveling）演算法，以减少经常写的位置可能出现的损耗。在記憶卡市場，售價越來越便宜，相反不同品牌的容量則競相增加。在2019年，32GB是市面常見的容量，512GB和1TB的記憶卡已經出現。

## 記憶卡類型概覽

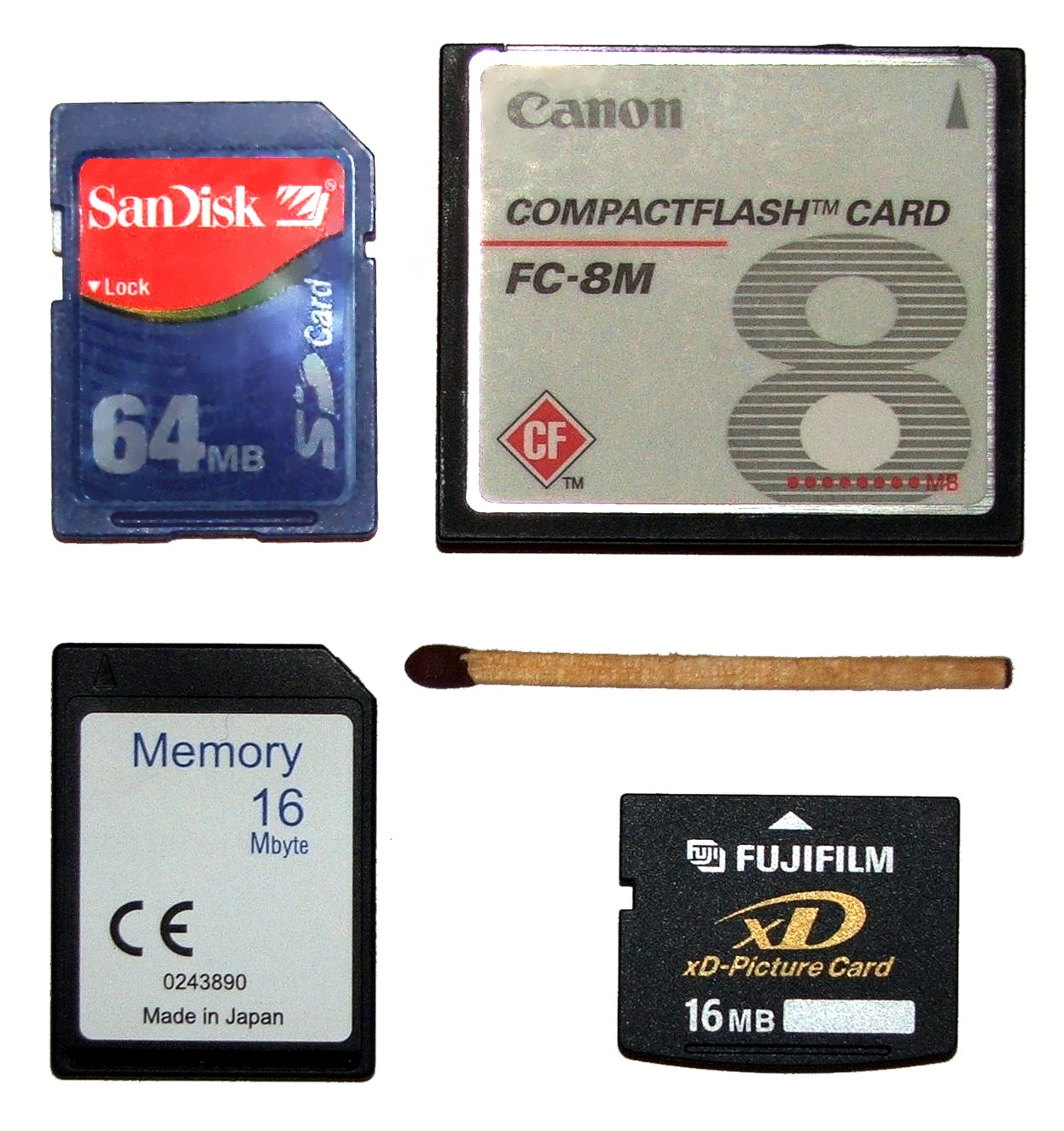
各種記憶卡比較

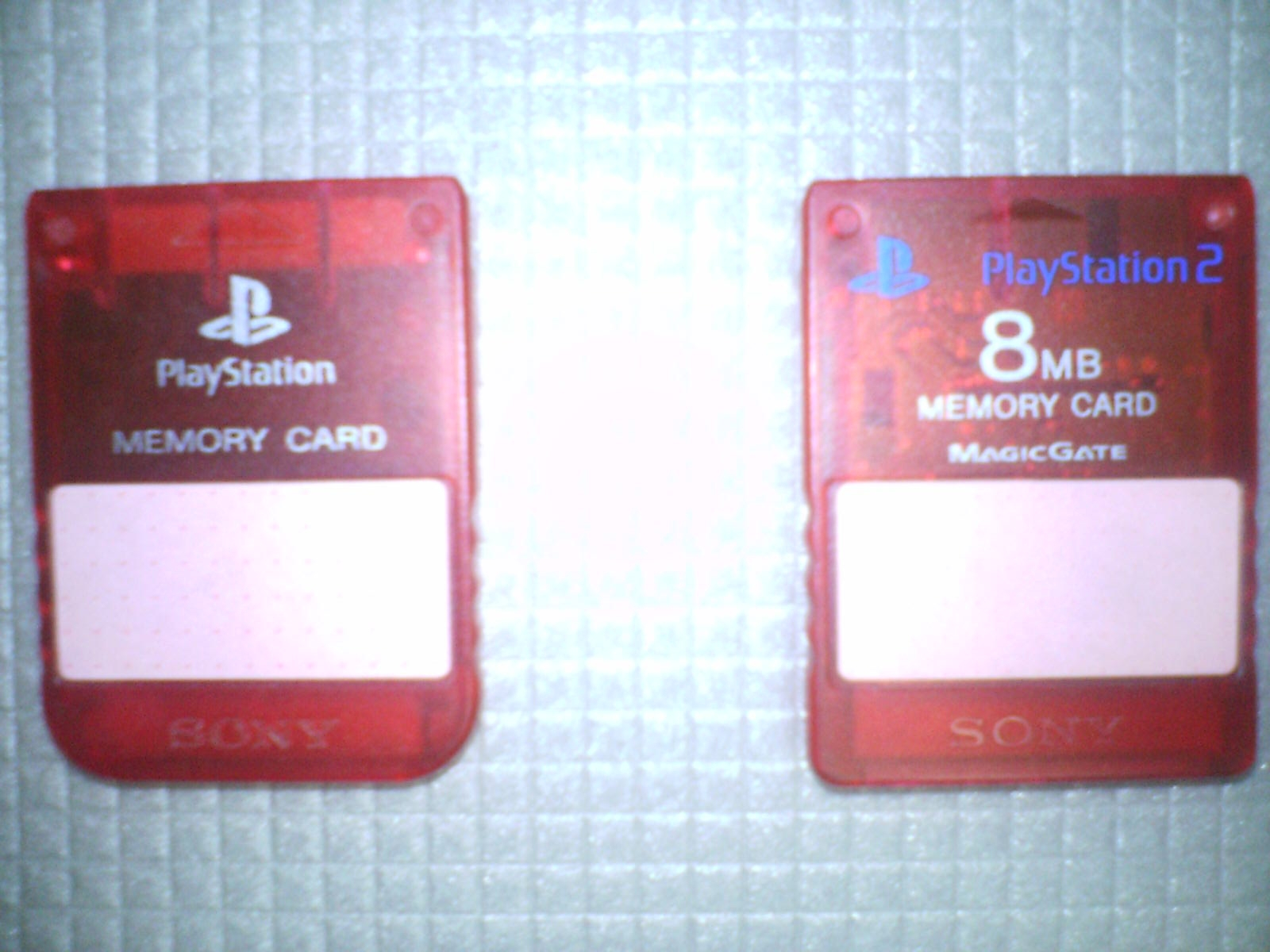
左：PS,右：PS2

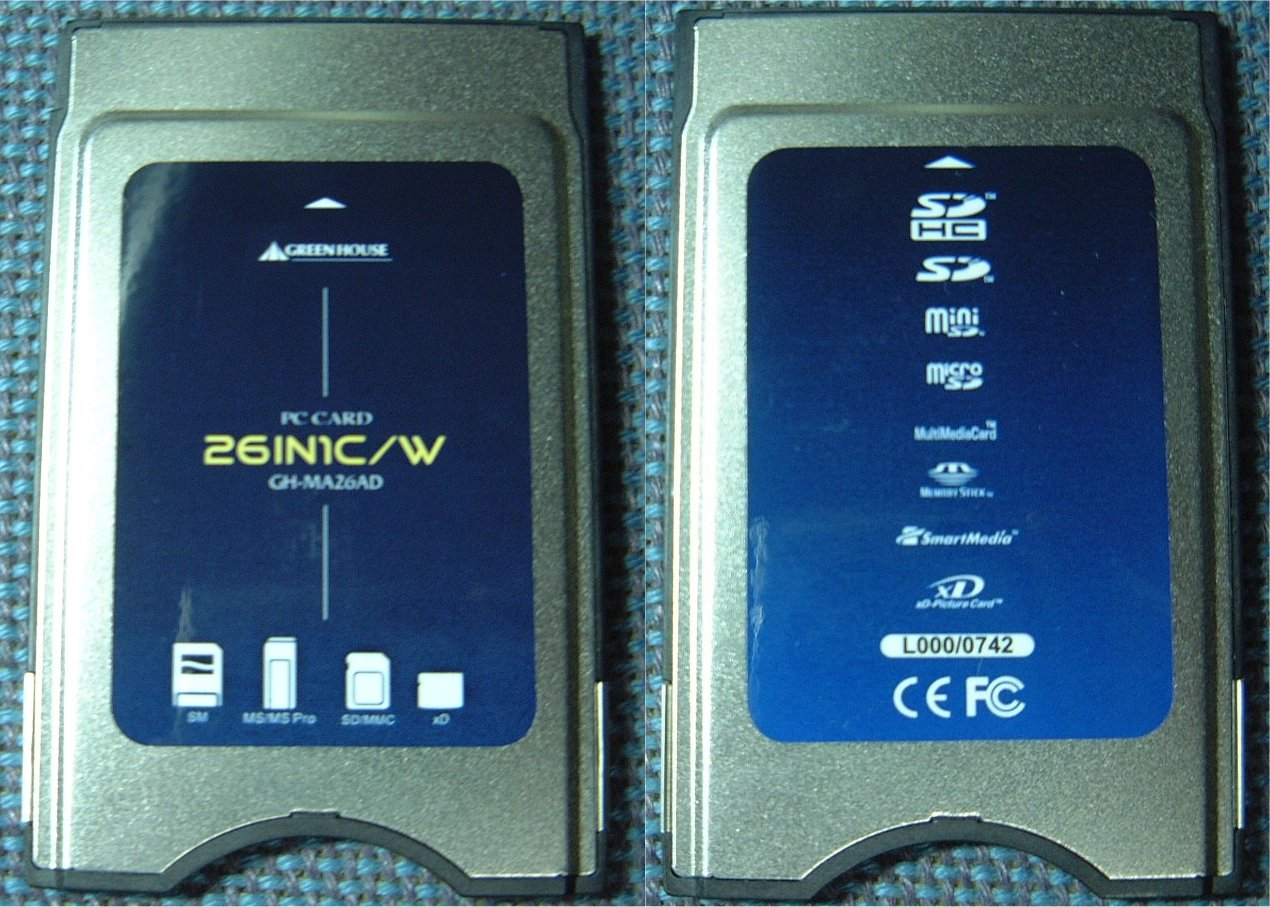
PC card

- PCMCIA ATA Type I Flash Memory Card（PC Card ATA Type I）(max 8 GB (8 GiB) flash as of 2005）
  - PCMCIA Linear Flash Cards, SRAM cards等。
  - PCMCIA Type II, Type III cards
- CompactFlash Card (Type I), CompactFlash High-Speed（max 32 GB as of 2008）
- CompactFlash Type II, CF+(CF2.0), CF3.0
  - Microdrive（max 6 GB as of 2005）
- MiniCard（Miniature Card）（max 64 MB (64 MiB)）
- SmartMedia Card (SSFDC)（max 128 MB，3.3 V,5 V）
- xD-Picture Card, xD-Picture Card型M
- Memory Stick, MagicGate Memory Stick (max 128 MB); Memory Stick Select, MagicGate Memory Stick Select（"Select" means: 2x128 MB with A/B switch）
- SecureMMC
- Secure Digital (SD Card), Secure Digital High-Speed, Secure Digital Plus/Xtra/etc（SD with USB connector）
  - miniSD Card
  - microSD Card（aka Transflash, T-Flash）
  - SDHC
- MU-Flash（Mu-Card，Mu-Card Alliance of OMIA）
- C-Flash
- SIM卡（Subscriber Identity Module）
- Smart card（ISO 7810 Card Standard , ISO 7816 Card Standard等.）
- UFC (USB FlashCard) （使用USB）
- FISH Universal Transportable Memory Card Standard（使用USB）
- Disk memory cards:
  - Clik!（PocketZip），（40 MB PocketZip）
  - Floppy disk（LS120, 2-inch, 3.5-inch,等.）
- Intelligent Stick（iStick, a USB-based flash memory card with MMS）

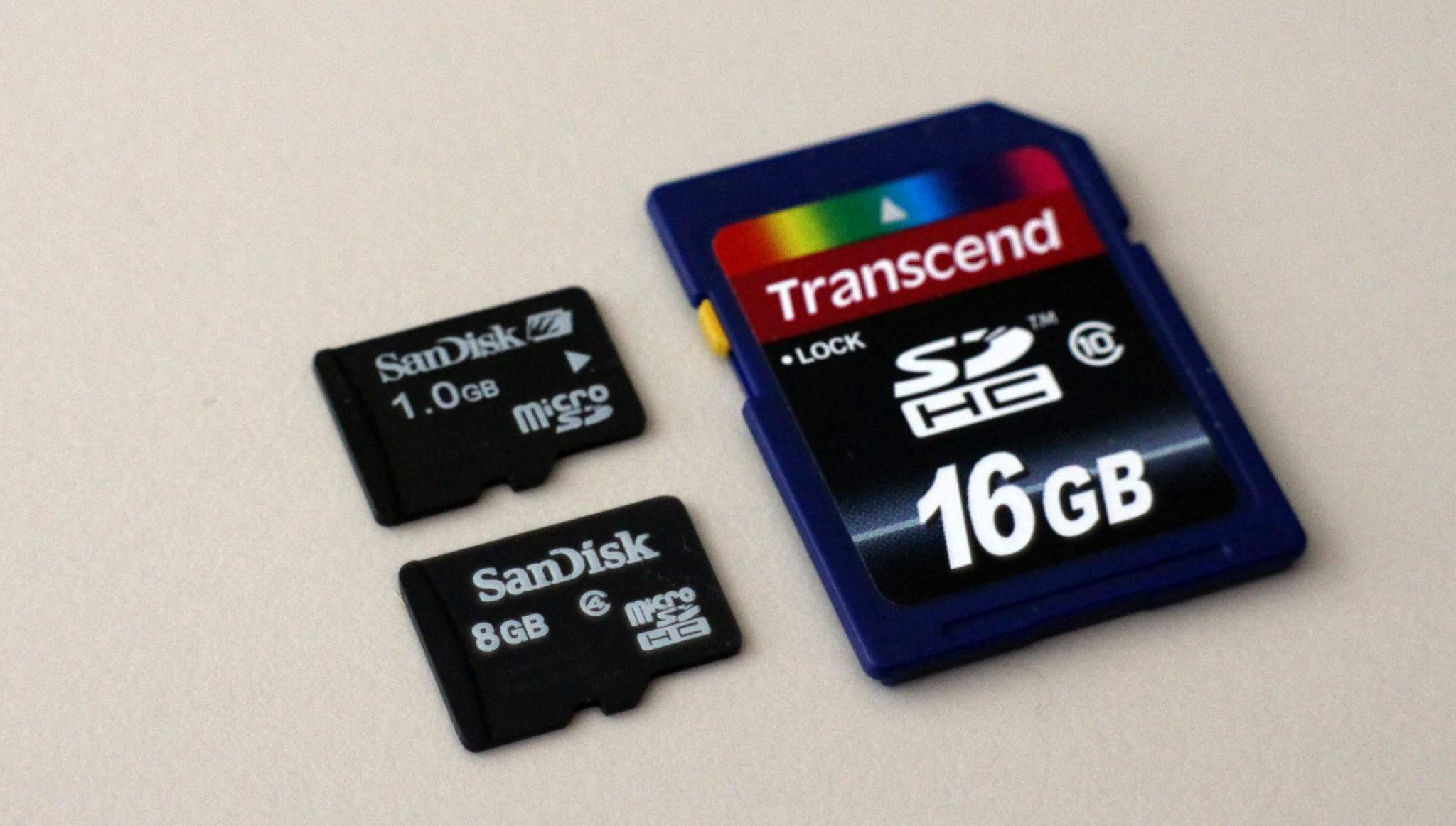
MicroSD(左) 與 SDHC記憶卡(右)

- MicroSD(左) 與 SDHC記憶卡(右)SxS (S-by-S) memory card, a new memory card specification developed by Sandisk and Sony. SxS complies to the ExpressCard industry standard.  （页面存档备份，存于）
- Nexflash Winbond Serial Flash Moduel (SFM) cards, size range 1 mb, 2 mb and 4 mb.